# Збірна України з тенісу в Кубку Девіса
Збірна України в Кубку Девіса — національна чоловіча збірна України з тенісу, що представляє цю країну в найпрестижнішому чоловічому турнірі національних тенісних збірних — Кубку Девіса. Багаторазовий учасник плей-оф Кубка Девіса.

## Історія
Перша участь в Кубку Девіса Україна прийняла в 1993 році. В даний час грає в 1-й групі Зони Європа/Африка. 4 рази грала в плей-оф Світової групи.

## Поточний склад[1]
- Сергій Стаховський
- Ілля Марченко
- Владислав Орлов
- Віталій Сачко
- Денис Молчанов